# Gmina Paistu
Gmina Paistu (est. Paistu vald) – była gmina wiejska w Estonii, w prowincji Viljandi. 
Po wyborach samorządowych w dniu 20 października 2013 r. gmina została połączona z Gminą Pärsti, Gminą Saarepeedi i Gminą Viiratsi, w wyniku czego powstała Gmina Viljandi.
Gmina Paistu składała się z 16 wsi: Aidu, Hendrikumõisa, Holstre, Intsu, Kassi, Lolu, Loodi, Luiga, Mustapali, Paistu, Pirmastu, Pulleritsu, Rebase, Sultsi, Tömbi i Viisuküla.